# Охранев
Охранев (пол. Ochraniew) — село в Польщі, у гміні Здунська Воля Здунськовольського повіту Лодзинського воєводства.
Населення — 472 особи (2011).
У 1975-1998 роках село належало до Серадзького воєводства.

## Демографія
Демографічна структура станом на 31 березня 2011 року:
|          | Загалом | Допрацездатний вік | Працездатний вік | Постпрацездатний вік |
| -------- | ------- | ------------------ | ---------------- | -------------------- |
| Чоловіки | 245     | 58                 | 154              | 33                   |
| Жінки    | 227     | 48                 | 136              | 43                   |
| Разом    | 472     | 106                | 290              | 76                   |